# Stočné
Stočné je platba za odvádění a čištění odpadních vod veřejnou kanalizací. Zákon o vodovodech a kanalizacích definuje stočné jako právo vlastníka nebo provozovatele kanalizací na úplatu za odvádění odpadních vod. Právo na stočné vzniká okamžikem vtoku odpadních vod do kanalizace.
V ČR stočné tvoří zhruba polovinu celkových výdajů za vodu. Domácnosti za stočné platí v průměru od 40 do 50 Kč za 1 kubík odvedené vody. Zbývající částí ceny za vodu je vodné. Ve většině českých obcí se ceny vodného a stočného mění na přelomu roku. Na stočné i vodné se vztahuje 10% sazba DPH.